# Arnstein (Saksen-Anhalt)
Arnstein is een stad in de Duitse deelstaat Saksen-Anhalt, en maakt deel uit van de Landkreis Mansfeld-Südharz.
Arnstein telt 6.502 inwoners.

## Geschiedenis
Arnstein is op 1 januari 2010 ontstaan door de samenvoeging van de toenmalige zelfstandige gemeenten Alterode, Bräunrode, Greifenhagen, Harkerode, Quenstedt, Sandersleben, Stangerode, Sylda, Ulzigerode en Welbsleben. Op 1 september zijn daar nog bij gekomen de toenmalige zelfstandige gemeenten Arnstedt en Wiederstedt.
Ahlsdorf ·
Allstedt ·
Arnstein ·
Benndorf ·
Berga ·
Brücken-Hackpfüffel ·
Blankenheim ·
Bornstedt ·
Edersleben ·
Eisleben ·
Gerbstedt ·
Helbra ·
Hergisdorf ·
Hettstedt ·
Kelbra ·
Klostermansfeld ·
Mansfeld ·
Sangerhausen ·
Seegebiet Mansfelder Land ·
Südharz ·
Wallhausen ·
Wimmelburg